# Trzebieszowice
Trzebieszowice is een plaats in het Poolse district  Kłodzki, woiwodschap Neder-Silezië. De plaats maakt deel uit van de gemeente Lądek-Zdrój en telt 1155 inwoners.

## Verkeer en vervoer
- Station Trzebieszowice